# Cuenca del Tarim
La cuenca del Tarim (en chino, 塔里木盆地; pinyin, Tǎlǐmù Péndì; uigur: تارىم ئويمانلىقى Tarim Oymanliqi) es una gran cuenca endorreica, que comprende una superficie de unos 906.500 km² y en la que está la mayor cuenca endorreica fluvial del mundo, la del propio río Tarim y el desierto de Taklamakan (333.000 km²). Se encuentra en la Región Autónoma Uigur de Sinkiang, en el lejano oeste de China. Su límite norte son las montañas Tian Shan; el sur las montañas Kunlun, en el extremo norte de la meseta tibetana; y el oeste, los Pamires. La zona está escasamente poblada, principalmente por uigures, otros pueblos túrquicos y tayikos. 

## Geología
La cuenca del Tarim es el resultado de una amalgamación durante los períodos Carbonífero al Pérmico entre un antiguo microcontinente y el entonces creciente continente euroasiático. En la actualidad, la deformación en los márgenes de la cuenca está provocando que la corteza microcontinental está siendo empujada bajo las montañas Tian Shan, al norte, y las Kunlun Shan, al sur.
La parte central de la cuenca está ocupada por una gruesa sucesión de rocas del Paleozoico, Mesozoico y Cenozoico, con espesores a nivel local superiores a los 15 km. La roca madre del petróleo y del gas tienden a ser fangolitas del Pérmico. Debajo de este nivel está un complejo basamento precámbrico que se cree está formado por los restos de la microplaca original de Tarim, que se acumularon con el crecimiento del continente eurasiatico en tiempos del Carbonífero. La nieve en el K2, la segunda montaña más alta del mundo, llega a los glaciares que se mueven valle abajo al derretirse. Luego, esas aguas del deshielo forman ríos que bajan de las montañas y se internan en la cuenca del Tarim, sin llegar nunca al mar. Rodeada la cuenca por el desierto, algunos ríos alimentan oasis donde se utiliza su agua para el riego, mientras que el caudal de los demás acaba en lagos salinos y zonas pantanosas, como Lop Nur, la principal depresión salina y pantanosa localizada en el extremo oriental de la cuenca del Tarim. El río Tarim termina en Lop Nur.
La cuenca del Tarim se cree que contiene grandes reservas potenciales de petróleo y gas natural. El metano supone más de 70% de la reserva de gas natural, con contenidos variables de etano (<1% ~ 18%) y propano (<0,5% ~ 9%). La exploración integral de la cuenca del Tarim por parte de China National Petroleum Corporation, entre 1989 y 1995, condujo a la identificación de 26 estructuras potenciales de petróleo y gas. Esto ocurre a grandes profundidades y en yacimientos diseminados. Beijing tiene como objetivo desarrollar Xinjiang como la base de la nueva energía de China a largo plazo, suministrando una quinta parte del suministro total de petróleo del país en 2010, con una producción anual de 35 millones de toneladas. El 10 de junio de 2010 Baker Hughes ha anunciado un acuerdo para trabajar con PetroChina Tarim Oilfield Co. para prestar servicios a los campos petrolíferos, incluidos sistemas direccionales y perforación vertical, servicios de evaluación de la formación, sistemas de finalización y tecnología de levantamiento artificial, para pozos perforados en formaciones de más de 7500 m de profundidad, con una presión mayor que 20.000 psi y temperaturas de fondo de pozo de aproximadamente 160 °C. Se emplearán sistemas eléctricos de bombeo sumergibles (ESP) para desaguar gas y pozos condensados. PetroChina va a financiar cualquier desarrollo conjunto.

## Historia
Se ha especulado sobre si la cuenca del Tarim puede haber sido uno de los últimos lugares en Asia en estar habitados, ya que es una región rodeada de montañas, de clima muy duro y árido en el que serían necesarias tecnologías del riego. Estudios de ADN de las antiguas momias excavadas en el complejo de tumbas Xiaohe sugieren que en la cuenca del Tarim vivía desde principios de la Edad de Bronce una población originaria mezclada tanto del oeste y el este de Eurasia. Los linajes maternos eran en su mayoría del haplogrupo C de Eurasia oriental con menor número de los linajes occidentales H y K, mientras que la línea paterna eran todos R1a1a de Eurasia occidental. La mezcla se llevó a cabo probablemente en el sur de Siberia antes de la migración de la población a la cuenca del Tarim.
En el primer milenio a. C. la cuenca del Tarim estaba habitada por pueblos que hablaban lenguas indoeuropeas: en Kachgar, Yarkand, Hotan, Aksu, eran lenguas iranias; más al este, en Kucha y en Karachahr, se hablaba el idioma tocario. Eran entonces las lenguas indoeuropeas más orientales. La cuenca de Tarim no tenía unidad política y cada oasis formaba un estado independiente.
Los chinos llamaban en sus crónicas yuezhi (en chino, 月氏; Wade-Giles, Yüeh-Chih), a un antiguo pueblo del Asia Central que habitaba en el oeste de Gansu, y que, derrotados por los xiongnu en el siglo II a. C., habían emigrado en gran parte hacia el oeste y constituido, más tarde, el Imperio kushán en Bactria y en la India del Norte. Algunos de ellos fundaron el reino de Agni, en la región de la actual ciudad de Karachahr, al norte de la cuenca del Tarim.
En el año 138 a. C., el emperador chino Han Wudi envió a Zhang Qian, un militar y diplomático, a establecer pactos con los yuezhi. Tras más de trece años de su partida, a su regreso llevó a China información detallada sobre el Asia Central, lo que permitió a los chinos primero hacerse cargo de Gansu y después, en el año 60 a. C., de la cuenca del Tarim. Los reinos locales se convierten en protectorados chinos. A principios de siglo I d. C., los chinos ya no fueron capaces de controlar la región.
Los chinos, liderados por el general Ban Chao (Pan Tch'ao, 32-102 d. C.), emprendieron una campaña desde el año 73 al 94, un período en el que se desarrollaron los intercambios en la Ruta de la Seda, y se apoderaron de la cuenca del Tarim y de los oasis de Serindia a expensas de los xiongnu.
El poderoso Imperio kushán se expandió de nuevo en la cuenca de Tarim en los siglos I-II d. C., donde establecieron un reino en Kashgar y compitieron por el control de la región con nómadas y fuerzas chinas. Ellos introdujeron la escritura brahmi, el lenguaje indio prácrito para la administración, y el budismo, jugando un papel central en la transmisión del budismo en la Ruta de la Seda hasta Asia Oriental.

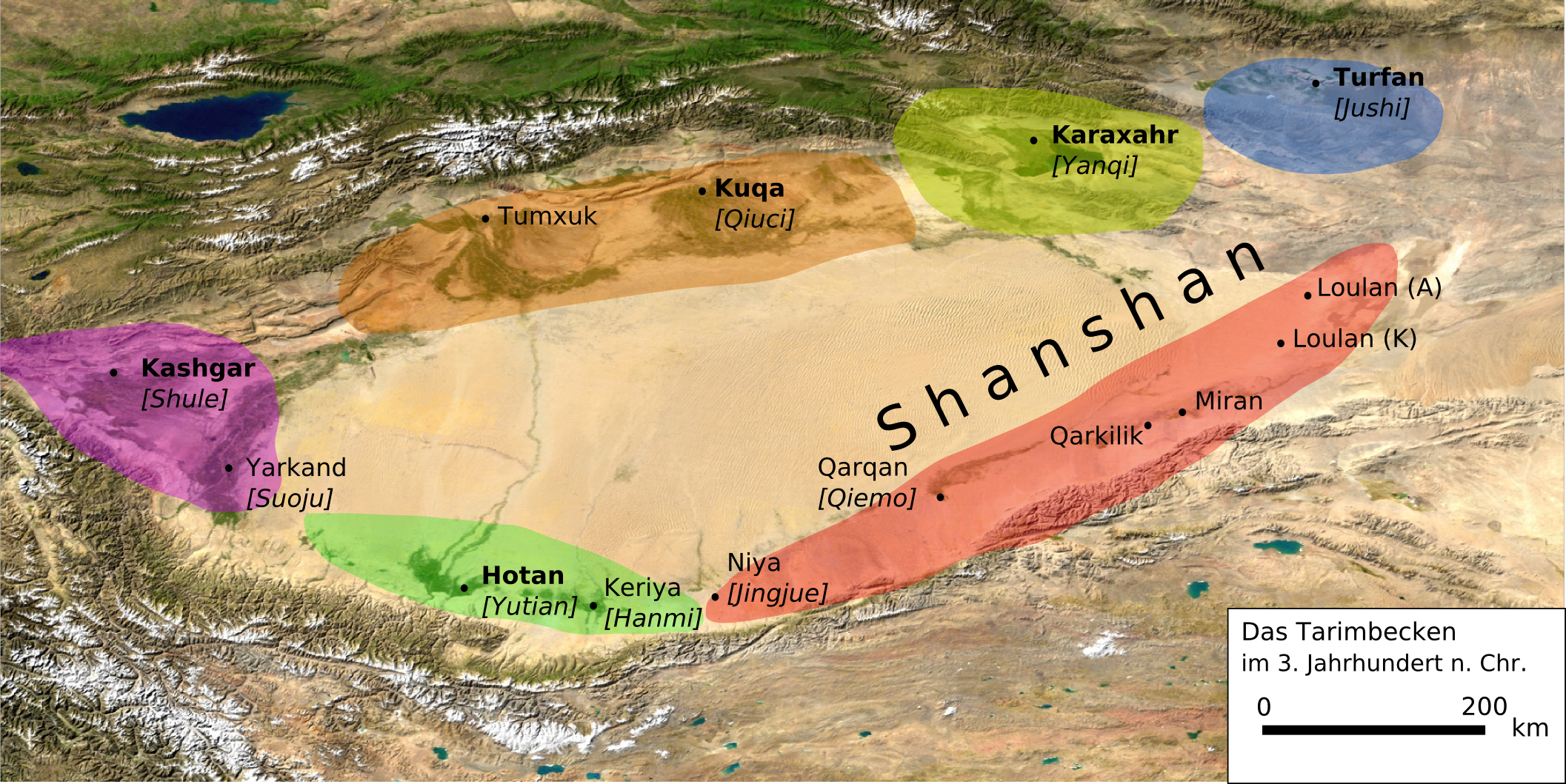
La cuenca de Tarim, en el

En el siglo IV las invasiones forzaron a los chinos a salir de la cuenca del Tarim. Una civilización original se desarrolló entonces allí, mezclando las influencias iranias e indios. El budismo fue la religión mayoritaria, pero el maniqueísmo y el nestorianismo también estaban presentes. En la segunda mitad del siglo VI los göktürk occidentales se apoderaron de la cuenca occidental.
Bajo el emperador Li Shimin (o Taizong) (626-649), de la dinastía tang, los chinos reconquistaron la región y establecerieron allí las conocidas como «Cuatro Guarniciones». La cuenca del Tarim pasó así a quedar bajo administración militar.
Desde de la década de 670, los tibetanos comenzaron a intentar apoderarse de la región, pero fueron derrotados por los chinos en el año 692. En 751, los árabes derrotaron a los chinos en las orillas del río Talas. Los chinos recularon entonces progresivamente y los tibetanos se aprovecharon, pasando a dominar el Tarim hasta la caída de su reino (en los años 840).
Después del final del Kanato uigur (840), algunos uigures se establecieron en la cuenca norte de Tarim, donde fundaron un reino que tenía por capital la ciudad de Khotcho. Los autóctonos abandonaron su lengua tocaria y adoptaron la lengua de los conquistadores (el viejo turco). Los uigures adoptaron a sí mismo una escritura local. La cultura del reino influirá en los mongoles. En el oeste de la cuenca de Tarim emerge a partir de la mitad del siglo X los qarajánidas, que pronto se convirtieron al islam. Atacaron el reino de Khotcho, pero no pudieron tomarlo. Los Kara-Kitais combatieron en 1141 a los Karakhanids e integraron la cuenca del Tarim en su imperio. Los kara-kitán eran budistas, aunque tenían una política de tolerancia religiosa e influyeron en la cultura china.
Poco después de 1206, el reino de Khotcho se alió con Genghis Khan. En 1211, tras una usurpación, los jefes locales del imperio de los kara-kitán apelaron a Genghis Khan. En 1218, los mongoles se hicieron cargo de la zona y fueron recibidos como libertadores. Las poblaciones sedentarias de la cuenca del Tarim pasaron a depender de la soberanía del Kanato de Chagatai en 1227. Se islamizaron gradualmente y adoptaron una lengua turca, la tchaghataï, antepasado de los uzbekos y los uigures (que no deriva directamente de la lengua de los uigures históricos, el viejo turco). Los intercambios comerciales se redujeron en esa época.
En el año 1670, los zungaros tomaron la cuenca del Tarim. En el año 1750, la dinastía Qing se hizo cargo de la región. Le dieron el nombre de Sinkiang al conjunto de la cuenca del Tarim, la Zungaria y las montañas Tian Shan.
En el siglo XIX , Yakub Beg se proclamó emir de un estado musulmán, el emirato de Kachgarie que tenía su capital en Kashgar. En 1877, los chinos recuperaron el control de la región de Xinjiang y la convirtieron en una simple provincia del imperio (antes era una posesión de la dinastía Qing, disfrutando de un cierto grado de autonomía). Rusia jugó un papel creciente en la región, teniendo una misión en Kashgar.
Entre la revolución china de 1911 y la proclamación de la República de China en 1949, Xinjiang fue gobernada por gobernadores que gozaron de considerable autonomía. En la década de 1920, los intelectuales de las poblaciones sedentarias de la cuenca de Tarim adoptaron el nombre de uigures para designarse a sí mismos. Los comunistas alentaron entonces la inmigración de chinos de las etnias han y hui. Se establecieron granjas por los Cuerpos de producción y construcción del ejército en el borde del desierto. En 1955 se estableció la Región Autónoma Uigur de Xinjiang.
La depresión salina pantanosa en Lop Nor, en el extremo oriental de la cuenca del Tarim, es actualmente una zona de pruebas nucleares de la República Popular de China. 

### Ruta de la seda

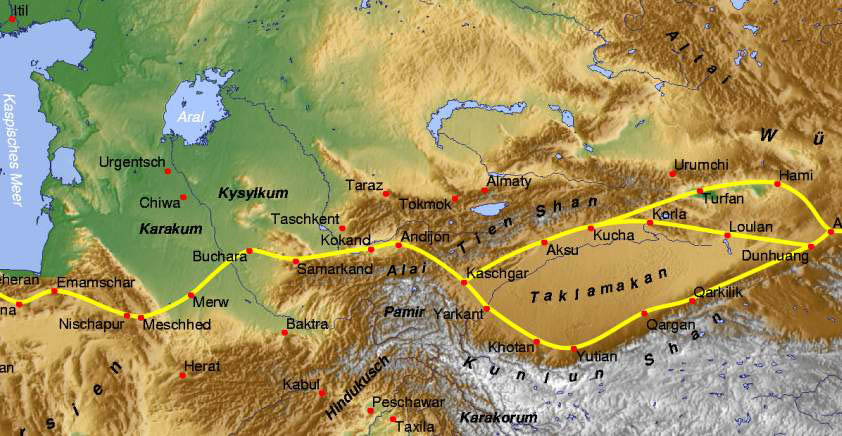
Recorrido de la Ruta de la Seda, con los ramales en la cuenca del Tarim

La ruta de la Seda septentrional discurría superando la cuenca de Tarim al norte de las montañas Tian Shan y la atravesaba por tres oasis que dependían de las rutas: uno al norte del desierto de Taklamakan; uno al sur; y una intermedia que conecta a través de la región de Lop Nor.
- La ruta del norte del Tarim se desarrolló entre Kashgar en Aksu, Kucha, Korla, a través del paso Iron Gate, sobre Karasahr, Jiaohe, Turpan, Gaochang y Kumul hasta Anxi.
- La ruta del sur del Tarim se desarrolló entre Kashgar en Yarkant, Karghalik, Pishan, Khotan, Keriya, Niya, Qarqan, Qarkilik, Miran y Dunhuang hasta Anxi.
- La ruta intermedia del Tarim, que suponía el itinerario más corto posible de las cuatro rutas, conectadaba Korla, en la ruta septentrional del Tarim, con Loulan a través de la región de Lop Nor, con Dunhuang en la ruta meridional del Tarim. La región de Lop Nor se volvió inhabitable en el siglo IV y la mitad de la ruta fue abandonada desde el siglo VI.

## Arqueología

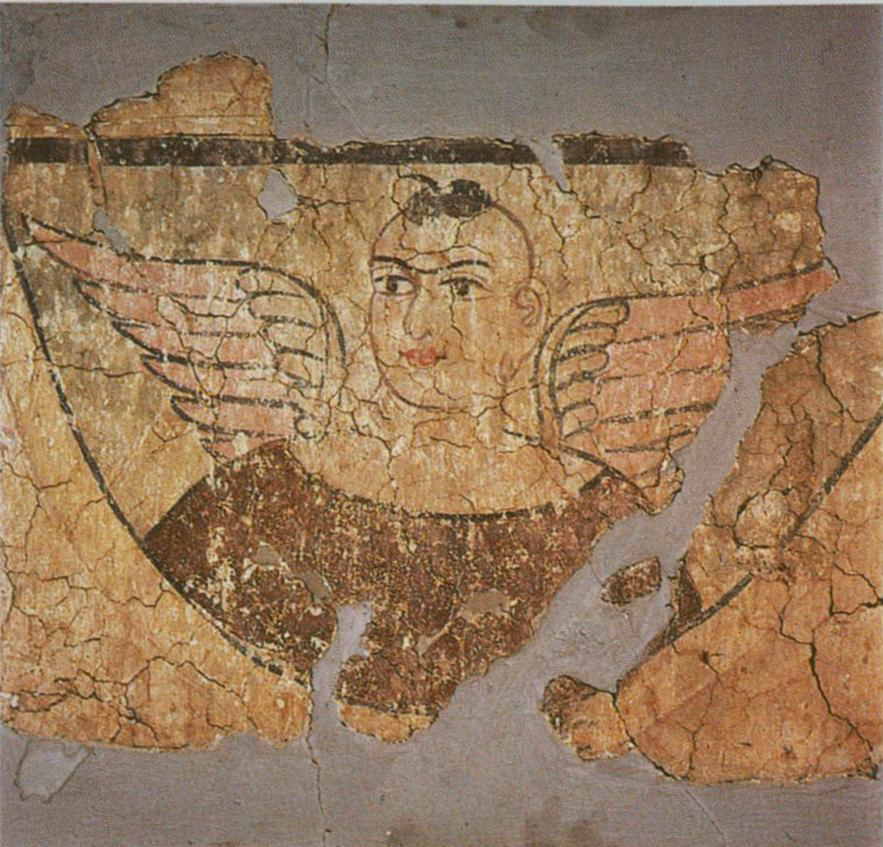
Fresco de un santuario estupa, Miran

Aunque se encontraron hallazgos arqueológicos de interés en la cuenca del Tarim, el principal impulso para su exploración fue el petróleo y el gas natural. Investigaciones recientes con la ayuda de bases de datos GIS han proporcionado un detallado análisis del antiguo oasis de Niya en la Ruta de la Seda. Esta investigación condujo a resultados significativos; restos de aldeas con estructuras bahareque, así como tierras de cultivo, huertos, viñedos, piscinas de riego y puentes. El oasis en Niya preserva el antiguo paisaje. Aquí también se han encontrado en varios asentamientos en todo el oasis cientos de tablillas de madera de contabilidad de los siglos III y IV. Estos textos se encuentran en escritura kharoṣṭhī nativa de hoy en día Pakistán y Afganistán. Los textos son documentos legales, tales como listas de impuestos, y contratos que contienen información detallada sobre la administración de los asuntos diarios.
Algunas nuevas excavaciones han descubierto tumbas con momias —momias del Tarim—, herramientas, obras cerámicas, alfarería pintada y otros artefactos artísticos. Esta diversidad fue alentada por los contactos culturales resultantes de la posición de la zona en la Ruta de la Seda. Primitivas esculturas y murales budistas excavados en Miran muestran similitudes artísticas con las tradiciones de Asia Central y del norte de la India y aspectos estilísticos de pinturas encontradas sugieren que Miran tenía una conexión directa con Occidente, especialmente con Roma y sus provincias.